# Vicenza Calcio 2017-2018
Questa voce raccoglie le informazioni riguardanti il Vicenza Calcio nelle competizioni ufficiali della stagione 2017-2018.

## Stagione
A seguito dell'inaspettata retrocessione, l'avvio di stagione segna una serie di stravolgimenti in casa biancorossa. Il 10 luglio viene ufficializzata una lettera di intenti tra l'amministratore delegato del Vicenza Calcio Marco Franchetto (presidente di Vi.Fin, la finanziaria che detiene le quote di maggioranza del club) e Francesco Pioppi, legale rappresentante di Boreas Capital, società lussemburghese che assumerà il 75% delle quote azionarie del Vicenza entro dicembre. Nei mesi di co-gestione le due società lavoreranno in sinergia per garantire almeno l'obiettivo play-off per il ritorno in Serie B.
Nella stessa giornata viene ufficializzato il ritiro precampionato sull'Altopiano dei Sette Comuni (con il doppio intento di essere vicini a casa e riallacciare il rapporto con la tifoseria, divenuto molto teso) e la partnership con Acciaierie Valbruna che diventa nuovo main sponsor per i prossimi tre anni.
Nel frattempo Moreno Zocchi è diventato il nuovo direttore sportivo del club mentre per la guida tecnica si è scelto Alberto Colombo. Su incarico della società il primo compito del DS è quello di azzerare praticamente la rosa sia per una riduzione del monte ingaggi sia per gli scarsi risultati ottenuti nella precedente stagione (oltre per una generale perdita di fiducia della tifoseria nei confronti dei giocatori)
L'11 luglio viene avviata la campagna abbonamenti (denominata Ripartiamo) che vede una riduzione dei prezzi specialmente nel settore distinti. Il 14 luglio prende il via il ritiro precampionato nonostante la squadra sia ancora tutta da costruire. Quindici giorni dopo la squadra debutta in Coppa Italia battendo il Pro Piacenza per 4 a 1. Il 9 settembre si chiude la campagna abbonamenti che supera ogni aspettativa con più di 6.000 abbonati.
A livello sportivo nella stagione 2017-2018 il Vicenza parte bene inanellando tre vittorie consecutive (se si considera anche la partita contro il Modena, poi annullata a seguito del fallimento del club canarino) ma attorno a metà girone d'andata la squadra conduce prestazioni opache che portano la società ad esonerare il tecnico Alberto Colombo al quale subentra il giovane Nicola Zanini, vicentino, fino a quel momento allenatore della Primavera.
Ma è a livello societario che la stagione risulta travagliata. le trattative per la cessione del club a Boreas Capital continuano per mesi con un lungo tira e molla; per lo stesso avvicendamento di Colombo viene prima chiamato Franco Lerda (ancora sotto contratto dalla precedente stagione) salvo poi optare per Zanini, presentato da Francesco Pioppi (entrato nel frattempo nel CdA del club biancorosso) come una soluzione temporanea. A dicembre Boreas si sfila dall'acquisto della società che viene precipitosamente venduta al piemontese Fabio Sanfilippo. Nel frattempo diverse scadenze (pagamento dell'affitto dello Stadio Menti, pagamenti delle rate IVA, stipendi ai giocatori) non vengono saldate portando la squadra ad una penalizzazione di 4 punti in classifica. Vi è pure un iniziale sfratto dal Centro Tecnico Piermario Morosini (i cui campi da gioco sono di proprietà di una diversa società) che viene evitata solo grazie all'intervento di alcuni politici locali.
A gennaio la società viene ufficialmente messa in mora dai giocatori che annunciano uno sciopero in occasione del primo impegno ufficiale del 2018 qualora non venissero pagati i loro stipendi (che avanzano da settembre). Il 12 gennaio i giocatori convocano una conferenza stampa presso la sede dell'Associazione Italiana Calciatori (situata proprio in città) per spiegare la situazione dal loro punto di vista, rammaricati anche per la richiesta di silenzio stampa chiesta dalla società e per la mancata concessione della sala stampa dello Stadio Menti; si dicono pronti a rimanere a Vicenza qualora arrivi qualche segnale da parte della proprietà. Nel pomeriggio effettuano un allenamento a porte aperte al Menti al quale assistono tifosi di tutti i gruppi organizzati.
Il giorno successivo è in programma la partita di Coppa Italia Serie C con il Padova alla quale la proprietà decide di inviare la formazione Primavera (visto lo sciopero della Prima Squadra), nonostante la contrarietà dei tifosi e degli stessi ragazzi della Primavera (oltre che del tecnico Zanini, che fino a qualche mese prima aveva allenato proprio la formazione minore). I gruppi Ultras decidono di scioperare dalla trasferta e di impedire l'uscita del pullman biancorosso diretto a Padova. La protesta (pacifica e condivisa da tutti) porta per la prima volta il Vicenza Calcio a non disputare una competizione ufficiale in quasi 116 anni di storia.
La procura nel frattempo chiede il fallimento del club e il tribunale berico il 18 gennaio nomina il veneziano Nerio De Bortoli amministratore della società disponendone l'esercizio provvisorio dell'attività sportiva. La situazione di rendimento in campo si fa via via più delicata. Anche Nicola Zanini viene esonerato e al suo posto viene chiamato Franco Lerda, la squadra viene messa in silenzio stampa fino al termine del campionato; tuttavia anche la cura Lerda non dà grossi risultati e la squadra chiude la stagione ultima in classifica e con il rischio concreto di retrocessione in quarta serie per la prima volta nella storia.
Anche dal punto di vista societario, nonostante le numerose iniziative messe in campo dal curatore fallimentare e sostenute dai tifosi, non vanno meglio con due aste per la vendita del club andate deserte. In vista dei Play-out contro il Santarcangelo (anche se inizialmente dovevano svolgersi contro il Teramo) Franco Lerda viene esonerato e viene richiamato Nicola Zanini, che a gennaio era riuscito a riunire i giocatori e a ricucire lo strappo con la tifoseria. La squadra vincendo la partita di andata (2-1) al Menti con reti di Alimi e di capitan Giacomelli) e pareggiando quella del ritorno (1-1) a Santarcangelo di Romagna con gol del solito Giacomelli riesce a salvarsi.
A stagione archiviata viene presentata un'offerta di acquisto da parte di Renzo Rosso, attraverso la OTB Holding, che prevede l'accorpamento del Vicenza Calcio con il Bassano Virtus e il trasferimento della società da Bassano a Vicenza mantenendo i colori sociali biancorossi, tradizione sportiva del Vicenza Calcio ma nuovo nome societario. Dopo un'analisi da parte del Tribunale, la società viene ceduta a Renzo Rosso e denominata L.R. Vicenza Virtus.

## Divise e sponsor
Sponsor ufficiale è per la prima volta le Acciaierie Valbruna. La sponsorizzazione con Banca Popolare di Vicenza (che durava da 7 anni e che era stata rinnovata fino al 2019) è stata interrotta a seguito della crisi che ha colpito l'istituto di credito.
Confermati poi Nordor Batterie come secondo sponsor di maglia e GSC Group come main sponsor per i pantaloncini.
Novità invece per quanto riguarda lo sponsor retro maglia che per questa stagione è Famila Supermercati
Per il quinto anno consecutivo lo sponsor tecnico è Macron.
La presentazione ufficiale delle maglie è avvenuta il 26 agosto, in maniera innovativa. La società ha scelto di realizzare un video girato tra le vie della città e lo stadio Menti e pubblicato sul sito e sulla pagina Facebook ufficiale. Protagonisti Ferrari, Romizi, Crescenzi e il portiere Valentini, che hanno indossato le nuove divise: quella storica, biancorossa, quelle da trasferta (una bianca, con delle sottili strisce rosse orizzontali, e una blu) e quella del portiere (rossa)..

## Organigramma societario
Area direttiva
- Curatore: Nerio De Bortoli

Area tecnica
- Allenatore: Nicola Zanini
- Allenatore in 2ª: Davide Zenorini
- Preparatore atletico: Lamberto Zanella
- Allenatore dei portieri: Federico Infanti
- Allenatore Berretti Nicola Zanini

Area sanitaria
- Responsabile medico: Giovanni Ragazzi
- Medico sociale: Nicola Bizzotto
- Infermiere professionale: Massimo Toniolo
- Recupero infortunati: Luca Franco
- Fisioterapista: Giacomo Toniolo
- Massaggiatore sportivo: Eugenio Antonacci
- Consulente radiologo: Enrico Talenti

Altro
- Team manager: Enzo Ometto
- Responsabile magazzino: Valerio Frighetto
- Magazziniere: Ivana Spallino

## Rosa
Rosa aggiornata al 31 gennaio 2018.
| N. |                               | Ruolo | Calciatore                    |
| -- | ----------------------------- | ----- | ----------------------------- |
| 1  | Italia (bandiera)             | P     | Alex Valentini                |
| 2  | Italia (bandiera)             | D     | Davide Bianchi                |
| 4  | Italia (bandiera)             | C     | Isaac Sbrissa                 |
| 5  | Italia (bandiera)             | D     | Alessandro Malomo             |
| 6  | Macedonia del Nord (bandiera) | C     | Isnak Alimi                   |
| 7  | Italia (bandiera)             | A     | Eric Lanini                   |
| 7  | Macedonia del Nord (bandiera) | C     | Nikola Jakimovski             |
| 8  | Italia (bandiera)             | C     | Marco Romizi                  |
| 9  | Italia (bandiera)             | A     | Nicola Ferrari                |
| 10 | Italia (bandiera)             | A     | Stefano Giacomelli (capitano) |
| 11 | Italia (bandiera)             | A     | Davide Di Molfetta            |
| 11 | Italia (bandiera)             | C     | Francesco Giorno              |
| 12 | Italia (bandiera)             | P     | Stefano Fortunato             |
| 13 | Italia (bandiera)             | D     | Luca Andrea Crescenzi         |
| 14 | Italia (bandiera)             | D     | Kevin Magri                   |

| N. |                         | Ruolo | Calciatore          |
| -- | ----------------------- | ----- | ------------------- |
| 15 | Italia (bandiera)       | D     | Federico Giraudo    |
| 16 | Italia (bandiera)       | D     | Daniele Viola       |
| 17 | Italia (bandiera)       | C     | Housem Ferchichi    |
| 18 | Italia (bandiera)       | A     | Pietro De Giorgio   |
| 19 | Italia (bandiera)       | D     | Luca Milesi         |
| 20 | Italia (bandiera)       | D     | Pietro Beruatto     |
| 21 | RD del Congo (bandiera) | C     | Luzayadio Bangu     |
| 22 | Italia (bandiera)       | P     | Bryan Costa         |
| 23 | Italia (bandiera)       | A     | Alberto Paiolo      |
| 24 | Ghana (bandiera)        | C     | Amidu Salifu        |
| 26 | Italia (bandiera)       | A     | Gianmario Comi      |
| 27 | Italia (bandiera)       | D     | Nicola Turi         |
| 28 | Italia (bandiera)       | C     | Massimiliano Giusti |
| 29 | Italia (bandiera)       | C     | Lorenzo Tassi       |
| 29 | Italia (bandiera)       | A     | Lorenzo Lucca       |

## Calciomercato

### Mercato estivo(dal 1º luglio al 31 agosto 2017)
| Acquisti | Acquisti             | Acquisti     | Acquisti                         |
| R.       | Nome                 | da           | Modalità                         |
| -------- | -------------------- | ------------ | -------------------------------- |
| C        | Davide Di Molfetta   | Milan        | titolo definitivo                |
| C        | Luzayadio Andy Bangu | Fiorentina   | prestito                         |
| P        | Alex Valentini       | Spezia       | titolo definitivo                |
| C        | Pietro De Giorgio    | Crotone      | titolo definitivo                |
| P        | Stefano Fortunato    | svincolato   | titolo definitivo                |
| C        | Isnik Alimi          | Atalanta     | prestito                         |
| D        | Luca Milesi          | Atalanta     | prestito                         |
| C        | Housem Ferchichi     | Palermo      | prestito                         |
| D        | Pietro Beruatto      | Juventus     | prestito                         |
| D        | Luca Crescenzi       | Lugano       | prestito                         |
| C        | Amidu Salifu         | Fiorentina   | prestito                         |
| D        | Nicola Turi          | Bari         | prestito con diritto di riscatto |
| C        | Marco Romizi         | Bari         | titolo definitivo                |
| C        | Lorenzo Tassi        | Inter        | prestito                         |
| A        | Nicola Ferrari       | Venezia      | titolo definitivo                |
| A        | Gianmario Comi       | Pro Vercelli | prestito con diritto di riscatto |
| A        | Eric Lanini          | Juventus     | prestito                         |

| Cessioni         | Cessioni              | Cessioni     | Cessioni                         |
| R.               | Nome                  | a            | Modalità                         |
| ---------------- | --------------------- | ------------ | -------------------------------- |
| D                | Matteo Anzolin        | Juventus     | prestito con diritto di riscatto |
| C                | Francesco Orlando     | Lazio        | titolo definitivo                |
| D                | Andrea Esposito       | Cesena       | titolo definitivo                |
| D                | Andrea Beduschi       | Pro Piacenza | prestito                         |
| D                | Salvatore D'Elia      | Bari         | titolo definitivo                |
| A                | Fabinho               | Paganese     | titolo definitivo                |
| A                | Petar Zivkov          | Padova       | titolo definitivo                |
| A                | Nicholas Siega        | Cittadella   | titolo definitivo                |
| D                | Renato Barbosa Vischi | SPAL         | prestito                         |
| Altre operazioni |                       |              |                                  |
| R.               | Nome                  | a            | Modalità                         |
| D                | Daniel Adejo          |              | rescissione contrattuale         |
| C                | Francesco Urso        |              | rescissione contrattuale         |

### Mercato invernale
| Acquisti | Acquisti          | Acquisti | Acquisti   |
| R.       | Nome              | da       | Modalità   |
| -------- | ----------------- | -------- | ---------- |
| C        | Francesco Giorno  | Parma    | prestito   |
| C        | Nikola Jakimovski |          | svincolato |

| Cessioni | Cessioni           | Cessioni | Cessioni      |
| R.       | Nome               | a        | Modalità      |
| -------- | ------------------ | -------- | ------------- |
| A        | Eric Lanini        | Juventus | fine prestito |
| C        | Davide Di Molfetta | Piacenza | definitivo    |
| A        | Pietro Beruatto    | Juventus | fine prestito |
| C        | Nicola Turi        | Bari     | fine prestito |

## Risultati

### Serie C

#### Girone di andata
| Arbitro: | Natilla (Molfetta) |

|                                      |           |  |
| De Giorgio 37’, 46’ (rig.) Alimi 77’ | Marcatori |  |

| Arbitro: | Ayroldi (Molfetta) |

|             |           |                                  |
| Maritato 4’ | Marcatori | 43’ Malomo 63’ (rig.) De Giorgio |

| Arbitro: | De Santis (Lecce) |

|                 |           |  |
| Comi 85’ (rig.) | Marcatori |  |

| Padova 18 settembre 2017, ore 20.45 4ª giornata | Padova       | 0 – 0 referto | Vicenza | Stadio Euganeo (9.168 spett.)\| Arbitro: \| Mei (Pesaro) \| |
| Arbitro:                                        | Mei (Pesaro) |               |         |                                                             |

| Arbitro: | Andreini (Forlì) |

|          |           |            |
| Comi 77’ | Marcatori | 42’ Guerra |

| 1º ottobre 2017 6ª giornata |  | – Turno di riposo Vicenza |  |  |

| Arbitro: | Robilotta (Sala Consilina) |

|                           |           |                     |
| Romizi 45’ Giacomelli 52’ | Marcatori | 82’ (rig.) Fioretti |

| Arbitro: | Mantelli (Brescia) |

|              |           |  |
| Riverola 79’ | Marcatori |  |

| Fermo 15 ottobre 2017, ore 14.30 9ª giornata | Fermana                | 0 – 0 | Vicenza | Stadio Bruno Recchioni (1.631 spett.)\| Arbitro: \| Marchetti (Ostia Lido) \| |
| Arbitro:                                     | Marchetti (Ostia Lido) |       |         |                                                                               |

| Arbitro: | D. Miele (Torino) |

|                 |           |                                  |
| Comi 37’ (rig.) | Marcatori | 15’ Bracaletti 23’, 34’ Petrella |

| Arbitro: | Cascone (Nocera Inferiore) |

|                       |           |  |
| D. Bianchi 78’ (aut.) | Marcatori |  |

| Arbitro: | Annaloro (Collegno) |

|                        |           |                 |
| Comi 80’ (rig.), 90+2’ | Marcatori | 36’ V. Esposito |

| Arbitro: | Meraviglia (Pistoia) |

|          |           |             |
| Comi 77’ | Marcatori | 11’ Lunetta |

| Arbitro: | D'Apice (Arezzo) |

|                        |           |            |
| Obeng 12’ Piccioni 18’ | Marcatori | 68’ Lanini |

| Arbitro: | Pashuku (Albano Laziale) |

|  |           |                              |
|  | Marcatori | 65’ Beccaro 84’ Neto Pereira |

| Arbitro: | Paterna (Teramo) |

|                                         |           |                     |
| Ciurria 18’ Sainz-Maza 40’ Magnaghi 73’ | Marcatori | 62’ Comi 71’ Lanini |

| Arbitro: | Camplone (Pescara) |

|  |           |                      |
|  | Marcatori | 2’ (rig.), 47’ Broso |

| Arbitro: | Garofalo (Torre del Greco) |

|  |           |                       |
|  | Marcatori | 76’ (rig.) N. Ferrari |

| Arbitro: | Gualtieri (Asti) |

|                |           |           |
| De Giorgio 54’ | Marcatori | 36’ Kouko |

#### Girone di ritorno
| Arbitro: | Di Cairano (Ariano Irpino) |

|                     |           |            |
| E. Marchi 7’ (rig.) | Marcatori | 68’ Lanini |

| 30 dicembre 2017 21ª giornata | Vicenza | – Gara non disputata per l'esclusione del Modena dal torneo | Modena |  |

| Arbitro: | Natilla (Molfetta) |

|                     |           |                                      |
| Bacio Terracino 49’ | Marcatori | 73’ (rig.) De Giorgio 85’ Giacomelli |

| Arbitro: | Perotti (Legnano) |

|  |           |             |
|  | Marcatori | 80’ Guidone |

| Arbitro: | N. Marini (Trieste) |

|                      |           |                                       |
| Crescenzi 74’ (aut.) | Marcatori | 14’, 53’ (rig.) De Giorgio 34’ Giorno |

| 11 febbraio 2018, ore CET 25ª giornata |  | – Turno di riposo Vicenza |  |  |

| Arbitro: | Cipriani (Empoli) |

|  |           |                |
|  | Marcatori | 36’ N. Ferrari |

| Arbitro: | Volpi (Arezzo) |

|  |           |              |
|  | Marcatori | 43’ Cesarini |

| Arbitro: | Annaloro (Collegno) |

|                |           |             |
| Giacomelli 43’ | Marcatori | 12’ Cognini |

| Trieste 11 marzo 2018, ore 16:30 CET 29ª giornata | Triestina             | 0 – 0 | Vicenza | Stadio Nereo Rocco (5.830 spett.)\| Arbitro: \| Nicoletti (Catanzaro) \| |
| Arbitro:                                          | Nicoletti (Catanzaro) |       |         |                                                                          |

| Arbitro: | D'Ascanio (Ancona) |

|  |           |            |
|  | Marcatori | 86’ Sgarbi |

| Arbitro: | Carella (Bari) |

|                                    |           |                |
| Miracoli 67’ (rig.) Di Massimo 79’ | Marcatori | 84’ N. Ferrari |

| Arbitro: | Andreini (Forlì) |

|                          |           |  |
| G. Gomez 7’ Mattioli 75’ | Marcatori |  |

| Arbitro: | Massimi (Termoli) |

|          |           |                                 |
| Comi 23’ | Marcatori | 49’ Di Santantonio 81’ Piccioni |

| Portogruaro 8 aprile 2018, ore CEST 34ª giornata | Mestre         | 0 – 0 | Vicenza | Stadio Pier Giovanni Mecchia (1.780 spett.)\| Arbitro: \| Cudini (Fermo) \| |
| Arbitro:                                         | Cudini (Fermo) |       |         |                                                                             |

| Arbitro: | Maggioni (Lecco) |

|                |           |            |
| N. Ferrari 20’ | Marcatori | 69’ Burrai |

| Arbitro: | Natilla (Molfetta) |

|                           |           |  |
| Magrini 67’ Venturini 86’ | Marcatori |  |

| Arbitro: | D. Miele (Torino) |

|                                    |           |                        |
| N. Ferrari 52’ (rig.) Malomo 90+4’ | Marcatori | 13’ Andreoni 82’ Gashi |

| Arbitro: | Meraviglia (Pistoia) |

|                                    |           |  |
| Ravasio 60’ (rig.) A. Montella 84’ | Marcatori |  |

#### Play-out
| Arbitro: | Camplone (Pescara) |

|                          |           |            |
| Alimi 47’ Giacomelli 77’ | Marcatori | 54’ Lesjak |

| Arbitro: | Valiante (Nocera Inferiore) |

|                |           |                |
| Piccioni 90+6’ | Marcatori | 82’ Giacomelli |

### Coppa Italia
| Arbitro: | Andreini (Forlì) |

|                                                          |           |           |
| Giacomelli 35’, 43’ 73’ Malomo 73’ De Giorgio 88’ (rig.) | Marcatori | 21’ Barba |

| Arbitro: | Aureliano (Bologna) |

|                       |           |                                |
| De Giorgio 50’ (rig.) | Marcatori | 42’, 67’ Mazzeo 69’ Milinkovic |

### Coppa Italia Serie C
| Arbitro: | Curti (Milano) |

|               |           |             |
| Comi 46’, 78’ | Marcatori | 55’ Raffini |

| Padova 13 gennaio 2018 Ottavi di finale | Padova | 3 – 0 A tavolino | Vicenza | Stadio Euganeo |

## Statistiche
Statistiche aggiornate al 4 febbraio 2018

### Statistiche di squadra
| Competizione         | Punti            | In casa | In casa | In casa | In casa | In casa | In casa | In trasferta | In trasferta | In trasferta | In trasferta | In trasferta | In trasferta | Totale | Totale | Totale | Totale | Totale | Totale | DR  |
| Competizione         | Punti            | G       | V       | N       | P       | Gf      | Gs      | G            | V            | N            | P            | Gf           | Gs           | G      | V      | N      | P      | Gf     | Gs     | DR  |
| -------------------- | ---------------- | ------- | ------- | ------- | ------- | ------- | ------- | ------------ | ------------ | ------------ | ------------ | ------------ | ------------ | ------ | ------ | ------ | ------ | ------ | ------ | --- |
| Serie C              | 31               | 17      | 4       | 6       | 7       | 17      | 21      | 17           | 4            | 5            | 8            | 12           | 18           | 34     | 8      | 11     | 15     | 29     | 39     | -10 |
| Play-out             | vittoria         | 1       | 1       | 0       | 0       | 2       | 1       | 1            | 0            | 1            | 0            | 1            | 1            | 2      | 1      | 1      | 0      | 3      | 2      | +1  |
| Coppa Italia         | secondo turno    | 2       | 1       | 0       | 1       | 5       | 4       | 0            | 0            | 0            | 0            | 0            | 0            | 2      | 1      | 0      | 1      | 5      | 4      | +1  |
| Coppa Italia Serie C | ottavi di finale | 1       | 1       | 0       | 0       | 2       | 1       | 1            | 0            | 0            | 1            | 0            | 3            | 2      | 1      | 0      | 1      | 2      | 3      | -1  |
| Totale               | 31               | 20      | 6       | 6       | 8       | 24      | 26      | 18           | 4            | 5            | 9            | 12           | 21           | 38     | 10     | 11     | 17     | 36     | 46     | -10 |

### Andamento in campionato
| Giornata  | 1 | 2    | 3 | 4 | 5 | 6    | 7 | 8 | 9 | 10 | 11 | 12 | 13 | 14 | 15 | 16 | 17 | 18 | 19 | 20 | 21   | 22 | 23 | 24 | 25   | 26 | 27 | 28 | 29 | 30 | 31 | 32 | 33 | 34 | 35 | 36 | 37 | 38 |
| --------- | - | ---- | - | - | - | ---- | - | - | - | -- | -- | -- | -- | -- | -- | -- | -- | -- | -- | -- | ---- | -- | -- | -- | ---- | -- | -- | -- | -- | -- | -- | -- | -- | -- | -- | -- | -- | -- |
| Luogo     | C |      | C | T | C |      | C | T | T | C  | T  | C  | C  | T  | C  | T  | C  | T  | C  | T  |      | T  | C  | T  |      | T  | C  | C  | T  | C  | T  | T  | C  | T  | C  | T  | C  | T  |
| Risultato | V | ann. | V | N | N | rip. | V | P | N | P  | P  | V  | N  | P  | P  | P  | P  | V  | N  | N  | ann. | V  | P  | V  | rip. | V  | P  | N  | N  | P  | P  | P  | P  | N  | N  | P  | N  | P  |
| Posizione | 1 |      | 1 | 1 | 3 |      | 5 | 6 | 7 | 9  | 10 | 10 | 12 | 12 | 12 | 13 | 14 | 13 | 13 | 15 |      | 12 | 13 | 11 |      | 11 | 13 | 17 | 13 | 14 | 14 | 16 | 17 | 19 | 19 | 20 | 20 | 20 |

Legenda:

Luogo: C = Casa; T = Trasferta. Risultato: V = Vittoria; N = Pareggio; P = Sconfitta.

### Statistiche dei giocatori
Sono in corsivo i giocatori che hanno lasciato la squadra a competizioni in corso.
Viene considerata anche la gara Modena-Vicenza 1-2 poi annullata.
| Giocatore         | Serie C – Girone B | Serie C – Girone B | Serie C – Girone B | Serie C – Girone B | Coppa Italia Serie C | Coppa Italia Serie C | Coppa Italia Serie C | Coppa Italia Serie C | Coppa Italia | Coppa Italia | Coppa Italia | Coppa Italia | Totale   | Totale | Totale      | Totale     |
| Giocatore         | Presenze           | Reti               | Ammonizioni        | Espulsioni         | Presenze             | Reti                 | Ammonizioni          | Espulsioni           | Presenze     | Reti         | Ammonizioni  | Espulsioni   | Presenze | Reti   | Ammonizioni | Espulsioni |
| ----------------- | ------------------ | ------------------ | ------------------ | ------------------ | -------------------- | -------------------- | -------------------- | -------------------- | ------------ | ------------ | ------------ | ------------ | -------- | ------ | ----------- | ---------- |
| A. Valentini      | 35                 | -33                | 3                  | -                  | -                    | -                    | -                    | -                    | 2            | -4           | -            | -            | 37       | -37    | 3           | -          |
| S. Fortunato      | -                  | -                  | -                  | -                  | 1                    | -1                   | -                    | -                    | -            | -            | -            | -            | 1        | -1     | -           | -          |
| B. Costa          | -                  | -                  | -                  | -                  | -                    | -                    | -                    | -                    | -            | -            | -            | -            | -        | -      | -           | -          |
| I. Alimi          | 30                 | 1                  | 4                  | -                  | 1                    | -                    | -                    | -                    | 2            | -            | 1            | -            | 33       | 1      | 5           | -          |
| A. Bangu          | 16                 | -                  | 3                  | -                  | 1                    | -                    | -                    | -                    | 2            | -            | -            | -            | 19       | -      | 3           | -          |
| D. Bianchi        | 23                 | -                  | -                  | 1                  | -                    | -                    | -                    | -                    | 2            | -            | -            | -            | 25       | -      | -           | 1          |
| P. Beruatto       | 12                 | -                  | 1                  | -                  | 1                    | -                    | -                    | -                    | 2            | -            | -            | -            | 15       | -      | 1           | -          |
| G. Comi           | 32                 | 9                  | 7                  | -                  | 1                    | 2                    | -                    | -                    | -            | -            | -            | -            | 33       | 11     | 7           | -          |
| L. Crescenzi      | 29                 | -                  | 2                  | -                  | -                    | -                    | -                    | -                    | -            | -            | -            | -            | 29       | -      | 2           | -          |
| D. Di Molfetta    | 16                 | -                  | 2                  | -                  | 1                    | -                    | -                    | -                    | -            | -            | -            | -            | 17       | -      | 2           | -          |
| P. De Giorgio     | 35                 | 7                  | 3                  | -                  | -                    | -                    | -                    | -                    | 2            | 2            | -            | -            | 37       | 9      | 3           | -          |
| H. Ferchichi      | -                  | -                  | -                  | -                  | 1                    | -                    | -                    | -                    | -            | -            | -            | -            | 1        | -      | -           | -          |
| N. Ferrari        | 33                 | 5                  | 2                  | -                  | -                    | -                    | -                    | -                    | -            | -            | -            | -            | 33       | 5      | 2           | -          |
| S. Giacomelli     | 34                 | 2                  | 6                  | -                  | -                    | -                    | -                    | -                    | 2            | 2            | -            | -            | 36       | 4      | 6           | -          |
| F. Giorno         | 13                 | 1                  | 2                  | -                  | -                    | -                    | -                    | -                    | -            | -            | -            | -            | 13       | 1      | 2           | -          |
| F. Giraudo        | 28                 | -                  | 4                  | -                  | -                    | -                    | -                    | -                    | 2            | -            | -            | -            | 30       | -      | 4           | -          |
| M. Giusti         | 8                  | -                  | -                  | -                  | 1                    | -                    | -                    | -                    | 2            | -            | -            | -            | 11       | -      | -           | -          |
| N. Jakimovski     | 6                  | -                  | -                  | -                  | -                    | -                    | -                    | -                    | -            | -            | -            | -            | 6        | -      | -           | -          |
| E. Lanini         | 18                 | 3                  | -                  | -                  | 1                    | -                    | -                    | -                    | -            | -            | -            | -            | 19       | 3      | -           | -          |
| L. Lucca          | 3                  | -                  | -                  | -                  | -                    | -                    | -                    | -                    | -            | -            | -            | -            | 3        | -      | -           | -          |
| K. Magri          | 6                  | -                  | -                  | -                  | 1                    | -                    | -                    | -                    | 2            | -            | -            | -            | 9        | -      | -           | -          |
| A. Malomo         | 25                 | 2                  | 3                  | -                  | -                    | -                    | -                    | -                    | 2            | 1            | 1            | -            | 27       | 3      | 4           | -          |
| L. Milesi         | 34                 | -                  | 2                  | -                  | 1                    | -                    | -                    | -                    | -            | -            | -            | -            | 35       | -      | 2           | -          |
| A. Paiolo         | -                  | -                  | -                  | -                  | -                    | -                    | -                    | -                    | 1            | -            | -            | -            | 1        | -      | -           | -          |
| M. Romizi         | 24                 | 1                  | 6                  | -                  | -                    | -                    | -                    | -                    | 1            | -            | -            | -            | 25       | 1      | 6           | -          |
| A. Salifu         | 17                 | -                  | 2                  | -                  | 1                    | -                    | 1                    | -                    | 1            | -            | -            | -            | 19       | -      | 3           | -          |
| I. Sbrissa        | -                  | -                  | -                  | -                  | 1                    | -                    | -                    | -                    | 2            | -            | -            | -            | 3        | -      | -           | -          |
| M. Tardivo        | 1                  | -                  | -                  | -                  | -                    | -                    | -                    | -                    | -            | -            | -            | -            | 1        | -      | -           | -          |
| L. Tassi          | 21                 | -                  | -                  | -                  | -                    | -                    | -                    | -                    | -            | -            | -            | -            | 21       | -      | -           | -          |
| N. Turi           | 2                  | -                  | -                  | 1                  | 1                    | -                    | -                    | -                    | -            | -            | -            | -            | 3        | -      | -           | 1          |
| D. Viola          | -                  | -                  | -                  | -                  | -                    | -                    | -                    | -                    | -            | -            | -            | -            | -        | -      | -           | -          |
| R. Barbosa Vischi | -                  | -                  | -                  | -                  | -                    | -                    | -                    | -                    | 1            | -            | -            | -            | 1        | -      | -           | -          |

Aggiornato al: Vicenza-Santarcangelo

## Giovanili

### Organigramma gestionale generale
Come riporta il sito ufficiale:
Responsabili
- Settore giovanile: Lionello Manfredonia
- Attività di base: Nicola Costenaro
- Scuola calcio: Umberto Masenello
- Osservatori: Piero Borella

### Piazzamenti
- Berretti:
  - Allenatore: Nicola Zanini
  - Campionato:
- Under 17:
  - Allenatore: Vidale Massimo
  - Campionato:
- Under 15:
  - Allenatore: Bistore Diego
  - Campionato:
- Giovanissimi Regionali Fascia B:
  - Allenatore: Cuccarollo Alessandro
  - Campionato: